# WEC 22
WEC 22: The Hitman foi um evento de artes marciais mistas promovido pelo World Extreme Cagefighting, ocorrido em 8 de julho de 2006 no Tachi Palace Hotel & Casino em Lemoore, California.

## Background
O card do WEC 22 foi em memória do jornalista de MMA Ryan Bennett, que morreu dois meses antes do evento.

## Resultados
- Luta de Peso Leve:   Mike Joy vs.  Robert Densley

Joy venceu por Finalização (chave de braço) aos 4:58 do primeiro round.
- Luta de Catchweight (208 lbs):   Jeff Terry vs.  Doug Marshall

Marshall venceu por Nocaute Técnico (socos) aos 1:50 do primeiro round.
- Luta de Catchweight (178 lbs):  Jesse Taylor vs.  Drew Dimanlig

Taylor venceu por Finalização (chave de braço) aos 3:47 do primeiro round.
- Luta de Peso Meio Pesado:  Alex Stiebling vs.  Jason Guida

Stiebling venceu por Decisão Unânime (29–28, 30–27 e 30-27).
- Luta de Peso Pesado:  Joel Suprenant vs.  Wes Sims

Sims venceu por Finalização (triângulo) aos 0:28 do primeiro round.
- Luta de Peso Meio Médio:  Joel Thomas vs.  Patrick Murphy

Murphy venceu por Decisão Unânime.
- Luta de Peso Pena:  Trevor Harris vs.  Colley Bradford

Harris venceu por Finalização (mata leão) aos 2:19 do primeiro round.
- Luta de Peso Meio Médio:  Jonathan Mix vs.  Mario Rivera

Mix venceu por Finalização (mata leão) aos 3:47 do terceiro round.
- Luta de Peso Meio Pesado:  Jack Morrison vs.  Glover Teixeira

Teixeira venceu por Finalização (mata leão) aos 1:27 do primeiro round.
- Luta de Catchweight (178 lbs):  Troy Miller vs.  Poppies Martinez

Martinez venceu por Finalização (chave de braço) aos 0:50 do primeiro round.
- Luta de Peso Leve:  Alvin Cacdac vs.  Casey Olson

Olson venceu por Nocaute Técnico (socos) aos 2:28 do primeiro round.